# Bivinides
 (1er octobre 2017).
Améliorez-le ou discutez des points à vérifier. 
Les Bivinides sont une famille de la noblesse franque constituée des descendants de Bivin de Vienne. Le terme de bivinide a été introduit par les historiens allemands ; il vise à distinguer les descendants agnatiques de Bivin de Vienne des Bosonides. En effet, on a longtemps cru que Bivin de Vienne était un fils de Boson l'Ancien mais la remise en cause de cette filiation rend impossible de qualifier de Bosonides les descendants de Bivin, la désignation des lignées franques correspondant à une ascendance agnatique. En revanche, il est possible que les Bivinides soient issus cognatiquement de Boson l'Ancien si l'on retient l'hypothèse que Bivin de Vienne était le gendre de ce dernier.

## Origine
En 1901, René Poupardin dit ignorer l'ascendance de Bivin, mais le dit marié à une fille de Boson l'Ancien.
Depuis, plusieurs hypothèses ont été émises pour déterminer son origine.

### Hypothèse abandonnée
Certains ont rapproché le prénom de Boson, porté par un fils et un petit-fils de Bivin, de la famille de Boson l'Ancien, comte d'Arles, également père d'un autre Boson comte en Italie. Cette proposition est reprise entre autres par l'historien Pierre Riché :
|                       |                       |                       |                       |                       |                       |                     |                     |                                       |                                       |                                       |                                       |                                       |                                       |                         |                         | Boson l'Ancien comte d'Arles |                         |                         |                         |             |             |                       |                       |                       |                       |                       |                       |  |  |                            |                            |                            |                            |                            |                            |  |  |  |  |  |  |
|                       |                       |                       |                       |                       |                       |                     |                     |                                       |                                       |                                       |                                       |                                       |                                       |                         |                         |                              |                         |                         |                         |             |             |                       |                       |                       |                       |                       |                       |  |  |                            |                            |                            |                            |                            |                            |  |  |  |  |  |  |
|                       |                       |                       |                       |                       |                       |                     |                     |                                       |                                       |                                       |                                       |                                       |                                       |                         |                         |                              |                         |                         |                         |             |             |                       |                       |                       |                       |                       |                       |  |  |                            |                            |                            |                            |                            |                            |  |  |  |  |  |  |
|                       |                       |                       |                       | Bivin abbé de Gorze   | Bivin abbé de Gorze   | Bivin abbé de Gorze | Bivin abbé de Gorze | Bivin abbé de Gorze                   | Bivin abbé de Gorze                   |                                       |                                       |                                       |                                       | Teutberge x Lothaire II | Teutberge x Lothaire II | Teutberge x Lothaire II      | Teutberge x Lothaire II | Teutberge x Lothaire II | Teutberge x Lothaire II |             |             | Boson comte en Italie | Boson comte en Italie | Boson comte en Italie | Boson comte en Italie | Boson comte en Italie | Boson comte en Italie |  |  | Hucbert duc de Transjurane | Hucbert duc de Transjurane | Hucbert duc de Transjurane | Hucbert duc de Transjurane | Hucbert duc de Transjurane | Hucbert duc de Transjurane |  |  |  |  |  |  |
|                       |                       |                       |                       | Bivin abbé de Gorze   | Bivin abbé de Gorze   | Bivin abbé de Gorze | Bivin abbé de Gorze | Bivin abbé de Gorze                   | Bivin abbé de Gorze                   |                                       |                                       |                                       |                                       | Teutberge x Lothaire II | Teutberge x Lothaire II | Teutberge x Lothaire II      | Teutberge x Lothaire II | Teutberge x Lothaire II | Teutberge x Lothaire II |             |             | Boson comte en Italie | Boson comte en Italie | Boson comte en Italie | Boson comte en Italie | Boson comte en Italie | Boson comte en Italie |  |  | Hucbert duc de Transjurane | Hucbert duc de Transjurane | Hucbert duc de Transjurane | Hucbert duc de Transjurane | Hucbert duc de Transjurane | Hucbert duc de Transjurane |  |  |  |  |  |  |
|                       |                       |                       |                       |                       |                       |                     |                     |                                       |                                       |                                       |                                       |                                       |                                       |                         |                         |                              |                         |                         |                         |             |             |                       |                       |                       |                       |                       |                       |  |  |                            |                            |                            |                            |                            |                            |  |  |  |  |  |  |
| Boson roi en Provence | Boson roi en Provence | Boson roi en Provence | Boson roi en Provence | Boson roi en Provence | Boson roi en Provence |                     |                     | Richard le Justicier duc de Bourgogne | Richard le Justicier duc de Bourgogne | Richard le Justicier duc de Bourgogne | Richard le Justicier duc de Bourgogne | Richard le Justicier duc de Bourgogne | Richard le Justicier duc de Bourgogne |                         |                         |                              |                         |                         |                         |             |             |                       |                       |                       |                       |                       |                       |  |  |                            |                            |                            |                            |                            |                            |  |  |  |  |  |  |
| Boson roi en Provence | Boson roi en Provence | Boson roi en Provence | Boson roi en Provence | Boson roi en Provence | Boson roi en Provence |                     |                     | Richard le Justicier duc de Bourgogne | Richard le Justicier duc de Bourgogne | Richard le Justicier duc de Bourgogne | Richard le Justicier duc de Bourgogne | Richard le Justicier duc de Bourgogne | Richard le Justicier duc de Bourgogne |                         |                         |                              |                         |                         |                         |             |             |                       |                       |                       |                       |                       |                       |  |  |                            |                            |                            |                            |                            |                            |  |  |  |  |  |  |
|                       |                       |                       |                       |                       |                       |                     |                     |                                       |                                       |                                       |                                       |                                       |                                       |                         |                         |                              |                         |                         |                         |             |             |                       |                       |                       |                       |                       |                       |  |  |                            |                            |                            |                            |                            |                            |  |  |  |  |  |  |
| Raoul roi de France   | Raoul roi de France   | Raoul roi de France   | Raoul roi de France   | Raoul roi de France   | Raoul roi de France   |                     |                     | Hugues le Noir duc de Bourgogne       | Hugues le Noir duc de Bourgogne       | Hugues le Noir duc de Bourgogne       | Hugues le Noir duc de Bourgogne       | Hugues le Noir duc de Bourgogne       | Hugues le Noir duc de Bourgogne       |                         |                         | Boson comte                  | Boson comte             | Boson comte             | Boson comte             | Boson comte | Boson comte |                       |                       |                       |                       |                       |                       |  |  |                            |                            |                            |                            |                            |                            |  |  |  |  |  |  |

### Hypothèse actuelle
Mais cette reconstitution est en contradiction avec les Annales de Saint-Bertin, qui indiquent que la reine Teutberge est la tante maternelle de Boson. Il en ressort que Bivin ne peut pas être frère de Teutberge, mais doit être marié à une des sœurs de cette dernière.
Deux autres documents permettent d'envisager une autre piste pour l'origine de Bivin :
- un diplôme de l'empereur Lothaire Ier confirme en 842 une donation faite par Richard, comte et ostiaire de Louis le Pieux, à la demande des exécuteurs testamentaires, dont son frère Bivin.
- l'historien Richer, parlant de Charles Constantin, comte de Vienne et arrière petit-fils de Bivin, le dit de famille royale, mais entachée de bâtardise au niveau de son tritavus, c'est-à-dire son ancêtre à la sixième génération.

À partir de ces données, Christian Settipani propose la reconstitution suivante,, :
1. il considère que la famille royale dont Charles Constantin est membre est la famille carolingienne, et que le terme de « famille » concerne dans ce contexte exclusivement la lignée masculine.
2. il considère que, chronologiquement, le tritavus est un fils bâtard de Charles Martel.
3. les seuls fils bâtards connus de Charles Martel sont Remi, évêque de Rouen, qui n'a pas eu de descendance, et le comte Jérôme. Pour Settipani, le tritavus de Charles Constantin serait donc le comte Jérôme.
4. Les prénoms de Richard, porté par un frère et un fils de Bivin, sont peu fréquents au VIIIe siècle et la seconde épouse du comte Jérôme est une princesse gothe. Il rapproche le prénom de Richard avec celui de Reccared porté par deux rois des Wisigoths (Reccared Ier et Reccared II) et identifie les générations intermédiaires avec les quelques Richard connus.

Ce raisonnement donne le tableau suivant :
| Rotrude | Rotrude | Rotrude | Rotrude | Rotrude                                    | Rotrude                                    |                                            |                                            | Charles Martel maire du palais             | Charles Martel maire du palais             | Charles Martel maire du palais | Charles Martel maire du palais | Charles Martel maire du palais | Charles Martel maire du palais |                           |                           | concubine                                 | concubine                                 | concubine                                 | concubine                                 | concubine                                 | concubine                                 |                                   |                                   |                                   |                                   |                        |                        |                        |                        |    |    |                                       |                                       |                                       |                                       |                                       |                                       |                              |                              |                                         |                                         |                                         |                                         |                                         |                                         |                       |                       |                       |                       |  |  |                            |                            |                            |                            |                            |                            |  |  |  |  |  |  |  |  |  |  |
| Rotrude | Rotrude | Rotrude | Rotrude | Rotrude                                    | Rotrude                                    |                                            |                                            | Charles Martel maire du palais             | Charles Martel maire du palais             | Charles Martel maire du palais | Charles Martel maire du palais | Charles Martel maire du palais | Charles Martel maire du palais |                           |                           | concubine                                 | concubine                                 | concubine                                 | concubine                                 | concubine                                 | concubine                                 |                                   |                                   |                                   |                                   |                        |                        |                        |                        |    |    |                                       |                                       |                                       |                                       |                                       |                                       |                              |                              |                                         |                                         |                                         |                                         |                                         |                                         |                       |                       |                       |                       |  |  |                            |                            |                            |                            |                            |                            |  |  |  |  |  |  |  |  |  |  |
|         |         |         |         |                                            |                                            |                                            |                                            |                                            |                                            |                                |                                |                                |                                |                           |                           |                                           |                                           |                                           |                                           |                                           |                                           |                                   |                                   |                                   |                                   |                        |                        |                        |                        |    |    |                                       |                                       |                                       |                                       |                                       |                                       |                              |                              |                                         |                                         |                                         |                                         |                                         |                                         |                       |                       |                       |                       |  |  |                            |                            |                            |                            |                            |                            |  |  |  |  |  |  |  |  |  |  |
|         |         |         |         | Pépin le Bref roi des Francs               | Pépin le Bref roi des Francs               | Pépin le Bref roi des Francs               | Pépin le Bref roi des Francs               | Pépin le Bref roi des Francs               | Pépin le Bref roi des Francs               |                                |                                | Jérôme comte                   | Jérôme comte                   | Jérôme comte              | Jérôme comte              | Jérôme comte                              | Jérôme comte                              |                                           |                                           | Erscheswinda princesse gothe              | Erscheswinda princesse gothe              | Erscheswinda princesse gothe      | Erscheswinda princesse gothe      | Erscheswinda princesse gothe      | Erscheswinda princesse gothe      |                        |                        |                        |                        |    |    |                                       |                                       |                                       |                                       |                                       |                                       |                              |                              |                                         |                                         |                                         |                                         |                                         |                                         |                       |                       |                       |                       |  |  |                            |                            |                            |                            |                            |                            |  |  |  |  |  |  |  |  |  |  |
|         |         |         |         | Pépin le Bref roi des Francs               | Pépin le Bref roi des Francs               | Pépin le Bref roi des Francs               | Pépin le Bref roi des Francs               | Pépin le Bref roi des Francs               | Pépin le Bref roi des Francs               |                                |                                | Jérôme comte                   | Jérôme comte                   | Jérôme comte              | Jérôme comte              | Jérôme comte                              | Jérôme comte                              |                                           |                                           | Erscheswinda princesse gothe              | Erscheswinda princesse gothe              | Erscheswinda princesse gothe      | Erscheswinda princesse gothe      | Erscheswinda princesse gothe      | Erscheswinda princesse gothe      |                        |                        |                        |                        |    |    |                                       |                                       |                                       |                                       |                                       |                                       |                              |                              |                                         |                                         |                                         |                                         |                                         |                                         |                       |                       |                       |                       |  |  |                            |                            |                            |                            |                            |                            |  |  |  |  |  |  |  |  |  |  |
|         |         |         |         |                                            |                                            |                                            |                                            |                                            |                                            |                                |                                |                                |                                |                           |                           |                                           |                                           |                                           |                                           |                                           |                                           |                                   |                                   |                                   |                                   |                        |                        |                        |                        |    |    |                                       |                                       |                                       |                                       |                                       |                                       |                              |                              |                                         |                                         |                                         |                                         |                                         |                                         |                       |                       |                       |                       |  |  |                            |                            |                            |                            |                            |                            |  |  |  |  |  |  |  |  |  |  |
|         |         |         |         |                                            |                                            |                                            |                                            |                                            |                                            |                                |                                |                                |                                |                           |                           | N                                         | N                                         | N                                         | N                                         | N                                         | N                                         | <= ? =>                           | <= ? =>                           | Richard comte de Rouen            | Richard comte de Rouen            | Richard comte de Rouen | Richard comte de Rouen | Richard comte de Rouen | Richard comte de Rouen |    |    |                                       |                                       |                                       |                                       |                                       |                                       |                              |                              |                                         |                                         |                                         |                                         |                                         |                                         |                       |                       |                       |                       |  |  |                            |                            |                            |                            |                            |                            |  |  |  |  |  |  |  |  |  |  |
|         |         |         |         |                                            |                                            |                                            |                                            |                                            |                                            |                                |                                |                                |                                |                           |                           | N                                         | N                                         | N                                         | N                                         | N                                         | N                                         | <= ? =>                           | <= ? =>                           | Richard comte de Rouen            | Richard comte de Rouen            | Richard comte de Rouen | Richard comte de Rouen | Richard comte de Rouen | Richard comte de Rouen |    |    |                                       |                                       |                                       |                                       |                                       |                                       |                              |                              |                                         |                                         |                                         |                                         |                                         |                                         |                       |                       |                       |                       |  |  |                            |                            |                            |                            |                            |                            |  |  |  |  |  |  |  |  |  |  |
|         |         |         |         |                                            |                                            |                                            |                                            |                                            |                                            |                                |                                |                                |                                |                           |                           | N                                         | N                                         | N                                         | N                                         | N                                         | N                                         | <= ? =>                           | <= ? =>                           | Richard comte d'Amiens            | Richard comte d'Amiens            | Richard comte d'Amiens | Richard comte d'Amiens | Richard comte d'Amiens | Richard comte d'Amiens |    |    |                                       |                                       |                                       |                                       | Boson l'Ancien comte d'Arles          | Boson l'Ancien comte d'Arles          | Boson l'Ancien comte d'Arles | Boson l'Ancien comte d'Arles | Boson l'Ancien comte d'Arles            | Boson l'Ancien comte d'Arles            |                                         |                                         | Engeltrude ?                            | Engeltrude ?                            | Engeltrude ?          | Engeltrude ?          | Engeltrude ?          | Engeltrude ?          |  |  |                            |                            |                            |                            |                            |                            |  |  |  |  |  |  |  |  |  |  |
|         |         |         |         |                                            |                                            |                                            |                                            |                                            |                                            |                                |                                |                                |                                |                           |                           | N                                         | N                                         | N                                         | N                                         | N                                         | N                                         | <= ? =>                           | <= ? =>                           | Richard comte d'Amiens            | Richard comte d'Amiens            | Richard comte d'Amiens | Richard comte d'Amiens | Richard comte d'Amiens | Richard comte d'Amiens |    |    |                                       |                                       |                                       |                                       | Boson l'Ancien comte d'Arles          | Boson l'Ancien comte d'Arles          | Boson l'Ancien comte d'Arles | Boson l'Ancien comte d'Arles | Boson l'Ancien comte d'Arles            | Boson l'Ancien comte d'Arles            |                                         |                                         | Engeltrude ?                            | Engeltrude ?                            | Engeltrude ?          | Engeltrude ?          | Engeltrude ?          | Engeltrude ?          |  |  |                            |                            |                            |                            |                            |                            |  |  |  |  |  |  |  |  |  |  |
|         |         |         |         |                                            |                                            |                                            |                                            |                                            |                                            |                                |                                |                                |                                |                           |                           |                                           |                                           |                                           |                                           |                                           |                                           |                                   |                                   |                                   |                                   |                        |                        |                        |                        |    |    |                                       |                                       |                                       |                                       |                                       |                                       |                              |                              |                                         |                                         |                                         |                                         |                                         |                                         |                       |                       |                       |                       |  |  |                            |                            |                            |                            |                            |                            |  |  |  |  |  |  |  |  |  |  |
|         |         |         |         |                                            |                                            |                                            |                                            |                                            |                                            |                                |                                |                                |                                |                           |                           |                                           |                                           |                                           |                                           |                                           |                                           |                                   |                                   |                                   |                                   |                        |                        |                        |                        |    |    |                                       |                                       |                                       |                                       |                                       |                                       |                              |                              |                                         |                                         |                                         |                                         |                                         |                                         |                       |                       |                       |                       |  |  |                            |                            |                            |                            |                            |                            |  |  |  |  |  |  |  |  |  |  |
|         |         |         |         | Richilde x Ecchard cte de Mâcon et d'Autun | Richilde x Ecchard cte de Mâcon et d'Autun | Richilde x Ecchard cte de Mâcon et d'Autun | Richilde x Ecchard cte de Mâcon et d'Autun | Richilde x Ecchard cte de Mâcon et d'Autun | Richilde x Ecchard cte de Mâcon et d'Autun |                                |                                | Richard comte et ostiaire      | Richard comte et ostiaire      | Richard comte et ostiaire | Richard comte et ostiaire | Richard comte et ostiaire                 | Richard comte et ostiaire                 |                                           |                                           | Bivin abbé de Gorze cte de Metz ?         | Bivin abbé de Gorze cte de Metz ?         | Bivin abbé de Gorze cte de Metz ? | Bivin abbé de Gorze cte de Metz ? | Bivin abbé de Gorze cte de Metz ? | Bivin abbé de Gorze cte de Metz ? |                        |                        | Ne                     | Ne                     | Ne | Ne | Ne                                    | Ne                                    |                                       |                                       | Teutberge x Lothaire II               | Teutberge x Lothaire II               | Teutberge x Lothaire II      | Teutberge x Lothaire II      | Teutberge x Lothaire II                 | Teutberge x Lothaire II                 |                                         |                                         | Boson comte en Italie                   | Boson comte en Italie                   | Boson comte en Italie | Boson comte en Italie | Boson comte en Italie | Boson comte en Italie |  |  | Hucbert duc de Transjurane | Hucbert duc de Transjurane | Hucbert duc de Transjurane | Hucbert duc de Transjurane | Hucbert duc de Transjurane | Hucbert duc de Transjurane |  |  |  |  |  |  |  |  |  |  |
|         |         |         |         | Richilde x Ecchard cte de Mâcon et d'Autun | Richilde x Ecchard cte de Mâcon et d'Autun | Richilde x Ecchard cte de Mâcon et d'Autun | Richilde x Ecchard cte de Mâcon et d'Autun | Richilde x Ecchard cte de Mâcon et d'Autun | Richilde x Ecchard cte de Mâcon et d'Autun |                                |                                | Richard comte et ostiaire      | Richard comte et ostiaire      | Richard comte et ostiaire | Richard comte et ostiaire | Richard comte et ostiaire                 | Richard comte et ostiaire                 |                                           |                                           | Bivin abbé de Gorze cte de Metz ?         | Bivin abbé de Gorze cte de Metz ?         | Bivin abbé de Gorze cte de Metz ? | Bivin abbé de Gorze cte de Metz ? | Bivin abbé de Gorze cte de Metz ? | Bivin abbé de Gorze cte de Metz ? |                        |                        | Ne                     | Ne                     | Ne | Ne | Ne                                    | Ne                                    |                                       |                                       | Teutberge x Lothaire II               | Teutberge x Lothaire II               | Teutberge x Lothaire II      | Teutberge x Lothaire II      | Teutberge x Lothaire II                 | Teutberge x Lothaire II                 |                                         |                                         | Boson comte en Italie                   | Boson comte en Italie                   | Boson comte en Italie | Boson comte en Italie | Boson comte en Italie | Boson comte en Italie |  |  | Hucbert duc de Transjurane | Hucbert duc de Transjurane | Hucbert duc de Transjurane | Hucbert duc de Transjurane | Hucbert duc de Transjurane | Hucbert duc de Transjurane |  |  |  |  |  |  |  |  |  |  |
|         |         |         |         |                                            |                                            |                                            |                                            |                                            |                                            |                                |                                |                                |                                |                           |                           |                                           |                                           |                                           |                                           |                                           |                                           |                                   |                                   |                                   |                                   |                        |                        |                        |                        |    |    |                                       |                                       |                                       |                                       |                                       |                                       |                              |                              |                                         |                                         |                                         |                                         |                                         |                                         |                       |                       |                       |                       |  |  |                            |                            |                            |                            |                            |                            |  |  |  |  |  |  |  |  |  |  |
|         |         |         |         |                                            |                                            |                                            |                                            |                                            |                                            |                                |                                |                                |                                |                           |                           |                                           |                                           |                                           |                                           |                                           |                                           |                                   |                                   |                                   |                                   |                        |                        |                        |                        |    |    |                                       |                                       |                                       |                                       |                                       |                                       |                              |                              |                                         |                                         |                                         |                                         |                                         |                                         |                       |                       |                       |                       |  |  |                            |                            |                            |                            |                            |                            |  |  |  |  |  |  |  |  |  |  |
|         |         |         |         |                                            |                                            |                                            |                                            |                                            |                                            |                                |                                |                                |                                |                           |                           | Boson roi en Provence x Ermengarde        | Boson roi en Provence x Ermengarde        | Boson roi en Provence x Ermengarde        | Boson roi en Provence x Ermengarde        | Boson roi en Provence x Ermengarde        | Boson roi en Provence x Ermengarde        |                                   |                                   |                                   |                                   |                        |                        |                        |                        |    |    | Richard le Justicier duc de Bourgogne | Richard le Justicier duc de Bourgogne | Richard le Justicier duc de Bourgogne | Richard le Justicier duc de Bourgogne | Richard le Justicier duc de Bourgogne | Richard le Justicier duc de Bourgogne |                              |                              | Richilde d'Ardennes x Charles le Chauve | Richilde d'Ardennes x Charles le Chauve | Richilde d'Ardennes x Charles le Chauve | Richilde d'Ardennes x Charles le Chauve | Richilde d'Ardennes x Charles le Chauve | Richilde d'Ardennes x Charles le Chauve |                       |                       |                       |                       |  |  |                            |                            |                            |                            |                            |                            |  |  |  |  |  |  |  |  |  |  |
|         |         |         |         |                                            |                                            |                                            |                                            |                                            |                                            |                                |                                |                                |                                |                           |                           | Boson roi en Provence x Ermengarde        | Boson roi en Provence x Ermengarde        | Boson roi en Provence x Ermengarde        | Boson roi en Provence x Ermengarde        | Boson roi en Provence x Ermengarde        | Boson roi en Provence x Ermengarde        |                                   |                                   |                                   |                                   |                        |                        |                        |                        |    |    | Richard le Justicier duc de Bourgogne | Richard le Justicier duc de Bourgogne | Richard le Justicier duc de Bourgogne | Richard le Justicier duc de Bourgogne | Richard le Justicier duc de Bourgogne | Richard le Justicier duc de Bourgogne |                              |                              | Richilde d'Ardennes x Charles le Chauve | Richilde d'Ardennes x Charles le Chauve | Richilde d'Ardennes x Charles le Chauve | Richilde d'Ardennes x Charles le Chauve | Richilde d'Ardennes x Charles le Chauve | Richilde d'Ardennes x Charles le Chauve |                       |                       |                       |                       |  |  |                            |                            |                            |                            |                            |                            |  |  |  |  |  |  |  |  |  |  |
|         |         |         |         |                                            |                                            |                                            |                                            |                                            |                                            |                                |                                |                                |                                |                           |                           |                                           |                                           |                                           |                                           |                                           |                                           |                                   |                                   |                                   |                                   |                        |                        |                        |                        |    |    |                                       |                                       |                                       |                                       |                                       |                                       |                              |                              |                                         |                                         |                                         |                                         |                                         |                                         |                       |                       |                       |                       |  |  |                            |                            |                            |                            |                            |                            |  |  |  |  |  |  |  |  |  |  |
|         |         |         |         |                                            |                                            |                                            |                                            |                                            |                                            |                                |                                |                                |                                |                           |                           | Louis III l'Aveugle roi d'Italie empereur | Louis III l'Aveugle roi d'Italie empereur | Louis III l'Aveugle roi d'Italie empereur | Louis III l'Aveugle roi d'Italie empereur | Louis III l'Aveugle roi d'Italie empereur | Louis III l'Aveugle roi d'Italie empereur |                                   |                                   | Raoul roi des Francs              | Raoul roi des Francs              | Raoul roi des Francs   | Raoul roi des Francs   | Raoul roi des Francs   | Raoul roi des Francs   |    |    | Hugues le Noir duc de Bourgogne       | Hugues le Noir duc de Bourgogne       | Hugues le Noir duc de Bourgogne       | Hugues le Noir duc de Bourgogne       | Hugues le Noir duc de Bourgogne       | Hugues le Noir duc de Bourgogne       |                              |                              | Boson comte                             | Boson comte                             | Boson comte                             | Boson comte                             | Boson comte                             | Boson comte                             |                       |                       |                       |                       |  |  |                            |                            |                            |                            |                            |                            |  |  |  |  |  |  |  |  |  |  |
|         |         |         |         |                                            |                                            |                                            |                                            |                                            |                                            |                                |                                |                                |                                |                           |                           | Louis III l'Aveugle roi d'Italie empereur | Louis III l'Aveugle roi d'Italie empereur | Louis III l'Aveugle roi d'Italie empereur | Louis III l'Aveugle roi d'Italie empereur | Louis III l'Aveugle roi d'Italie empereur | Louis III l'Aveugle roi d'Italie empereur |                                   |                                   | Raoul roi des Francs              | Raoul roi des Francs              | Raoul roi des Francs   | Raoul roi des Francs   | Raoul roi des Francs   | Raoul roi des Francs   |    |    | Hugues le Noir duc de Bourgogne       | Hugues le Noir duc de Bourgogne       | Hugues le Noir duc de Bourgogne       | Hugues le Noir duc de Bourgogne       | Hugues le Noir duc de Bourgogne       | Hugues le Noir duc de Bourgogne       |                              |                              | Boson comte                             | Boson comte                             | Boson comte                             | Boson comte                             | Boson comte                             | Boson comte                             |                       |                       |                       |                       |  |  |                            |                            |                            |                            |                            |                            |  |  |  |  |  |  |  |  |  |  |
|         |         |         |         |                                            |                                            |                                            |                                            |                                            |                                            |                                |                                |                                |                                |                           |                           | Charles Constantin comte de Vienne        |                                           |                                           |                                           |                                           |                                           |                                   |                                   |                                   |                                   |                        |                        |                        |                        |    |    |                                       |                                       |                                       |                                       |                                       |                                       |                              |                              |                                         |                                         |                                         |                                         |                                         |                                         |                       |                       |                       |                       |  |  |                            |                            |                            |                            |                            |                            |  |  |  |  |  |  |  |  |  |  |

## Bivinides célèbres
- Bivin (822-877), abbé de Gorze
- Boson de Provence (?-887), roi de Provence (879-887)
- Louis III l'Aveugle (882-928), roi de Provence (890-928), roi d'Italie (900), empereur d'Occident (901-905)
- Richard le Justicier (?-921), duc de Bourgogne
- Raoul Ier (vers 890-936), roi de France (923-936), duc de Bourgogne (921-936)

## Généalogie
- Bivin (822-877), abbé de Gorze
ép. une fille présumée de Boson l'ancien
  - Boson de Provence (?-887), roi de Provence (879-887).
ép. 1) Ne.
ép. 2) en 876 Ermengarde (ca.852-855 - 896)
    - de 1 : Willa (vers 873 - avant 924)
ép. 1) Rodolphe Ier de Bourgogne
ép. 2) Hugues d'Arles (vers 882-947)
    - de 2 : Engelberge, ép. Guillaume le pieux, duc d'Aquitaine
    - de 2 Louis III l'Aveugle (vers 882-928), roi de Provence (890-928), roi d'Italie (900), empereur d'Occident (901-905).
      - Charles-Constantin (905/910 - ap.962), comte de Vienne
ép. Theutberge
        - Richard
        - Hubert
        - Constance, ép. Boson, comte d'Arles

      - Raoul
 

  - Richilde d'Ardennes (mort vers 910). 
ép. Charles II le Chauve
 
  - Richard le Justicier (?-921), duc de Bourgogne
ép. Adélaïde de Bourgogne
    - Raoul Ier (vers 890-936), roi de France (923-936), duc de Bourgogne (921-936). 
ép. Emma de France
      - Louis
      - Judith

    - Hugues le Noir (?-952), duc de Bourgogne (936-952). ép X fille de Gilbert de Bourgogne.
    - Boson (mort en 935)
ép.Berthe d'Arles (mort après 965)
 

  - Ratbert, évêque de Valence